# Elings socken
Elings socken i Västergötland ingick i Barne härad och området ingår sedan 1971 i Vara kommun och motsvarar från 2016 Elings distrikt.
Socknens areal är 20,19 kvadratkilometer land. År 2000 fanns här 197 invånare. Sockenkyrkan Elings kyrka ligger i socknen.

## Administrativ historik
Socknen har medeltida ursprung.
Den 1 januari 1947 (enligt beslut den 14 december 1945) överfördes till Elings socken från Lekåsa socken de obebodda fastigheterna Västorp 1:9 och Västorp 1:11, omfattande en areal av 0,11 km² land.
Vid kommunreformen 1862 övergick socknens ansvar för de kyrkliga frågorna till Elings församling och för de borgerliga frågorna bildades Elings landskommun. Landskommunen uppgick 1952 i Vedums landskommun som 1967 uppgick i Vara köping som 1971 ombildades till Vara kommun. Församlingen uppgick 2002 i Vedums församling.
1 januari 2016 inrättades distriktet Eling, med samma omfattning som församlingen hade 1999/2000.  
Socknen har tillhört län, fögderier, tingslag och domsagor enligt vad som beskrivs i artikeln Barne härad. De indelta soldaterna tillhörde Skaraborgs regemente, Skånings kompani och Västgöta regemente, Barne kompani.

## Geografi
Elings socken ligger söder om Vara. Socknen är en mossrik slättbygd med kuperad skogsbygd i söder.
Socknen genomkorsas av E20, som passerar cirka 700 meter väster om Elings kyrka.
I väster, i en kil av sockenen mellan kommungränsen till Essunga kommun och E20, ligger mossen Store Björn. I öster gränsar socknen till Laske-Vedums socken och i sydost till Västerbitterna socken. I norr ligger Naums socken.

## Fornlämningar
En hällkista från stenåldern är funnen. Från bronsåldern finns gravrösen och skålgropsförekomster.

## Namnet
Namnet skrevs 1371 Eline och kommer från kyrkbyn. Efterleden innehåller vin, 'betesmark, äng'. Förleden kan innehålla al.